# Angolapalmskvätta
Angolapalmskvätta (Cichladusa ruficauda) är en fågel i familjen flugsnappare inom ordningen tättingar.

## Utseende och läte
Angolapalmskvättan är en rätt enfärgad trastliknande fågel med rostfärgad stjärt, brun rygg, beigefärgad strupe och rött öga. Arten liknar något roststjärtad stenskvätta, men är större och saknar det svarta T-formade mönstret på stjärten. Sången är vacker, en varierande blandning av visslingar, gnissliga toner och ibland även härmningar av andra fågelarter.

## Utbredning och systematik
Fågeln förekommer i ödemark och palmer från södra Gabon till kusten av Angola och norra Namibia. Den behandlas som monotypisk, det vill säga att den inte delas in i några underarter.

### Familjetillhörighet
Palmskvättor liksom fåglar som rödhake, näktergalar, stenskvättor, rödstjärtar och buskskvättor behandlades tidigare som en trastar (Turdidae), men genetiska studier visar att de tillhör familjen flugsnappare (Muscicapidae).

## Levnadssätt
Arten hittas i öppet skogslandskap och buskmarker, ofta i områden med palmer.

## Status och hot
Arten har ett stort utbredningsområde, men tros minska i antal, dock inte tillräckligt kraftigt för att den ska betraktas som hotad. Internationella naturvårdsunionen IUCN listar arten som livskraftig (LC).